# Cerro de Aire
Cerro de Aire är en ort i Mexiko.   Den ligger i kommunen Coicoyán de las Flores och delstaten Oaxaca, i den sydöstra delen av landet, 270 km söder om huvudstaden Mexico City. Cerro de Aire ligger 1 760 meter över havet och antalet invånare är 173.
Terrängen runt Cerro de Aire är kuperad åt sydost, men åt nordväst är den bergig. Runt Cerro de Aire är det ganska glesbefolkat, med 35 invånare per kvadratkilometer. Närmaste större samhälle är Coyul, 2,4 km sydväst om Cerro de Aire. I omgivningarna runt Cerro de Aire växer huvudsakligen savannskog.